# Wapen van Ruisbroek

Wapen van Ruisbroek

Het wapen van Ruisbroek werd op 8 december 1952 aan de Antwerpse gemeente Ruisbroek toegekend. Het wapen is per 1977 buiten gebruik genomen omdat de gemeente Ruisbroek dat jaar is opgegaan in de nieuwe gemeente Puurs. De fusiegemeente Puurs behield wel de oude naam, maar vroeg voor het eerst een heraldisch wapen aan. Het oude "wapen" was meer een zegelafdruk. Het wapen van Ruisbroek is in het derde kwartier van het wapen van Puurs teruggekomen.

## Blazoenering
De blazoenering van het wapen luidde als volgt:
Van zilver met een vechtende haan van sabel, gebekt, gebaard, gekamd en gepoot van keel, het schild getopt met een kroon met 15 parels waarvan drie verheven.
Het wapen is geheel van zilver met daarop een zwarte haan, de haan maakt het wapen tot een sprekend wapen. De haan heeft een van zijn poten naar voren gestoken. De snavel, lel, kam en poten zijn allen rood van kleur. Boven op het schild is een oude Franse gravenkroon geplaatst met 15 parels. Drie van de parels zijn bovenop twee onderliggende parels geplaatst.
Zwart en rood mogen volgens de regels van de heraldiek elkaar niet raken, echter in dit wapen gaat het om gekleurde lichaamsdelen, waardoor dit wapen wel mag.

## Geschiedenis
Het wapen is gelijk aan het wapen van de familie Lecocq. De familie was tussen 1738 en 1793 heren van Ruisbroek en Humbeek, hierdoor is het wapen ook gelijk aan het wapen van Humbeek. Ruisbroek gebruikte het wapen reeds in 1757 op een zegel, het werd echter pas in 1951 aangevraagd als gemeentewapen.

## Overeenkomstige wapens

Wapen van Puurs
Wapen van Humbeek

Aartselaar · Antwerpen · Arendonk · Baarle-Hertog · Balen · Beerse · Berlaar · Boechout · Bonheiden · Boom · Bornem · Brasschaat · Brecht · Dessel · Duffel · Edegem · Essen · Geel · Grobbendonk · Heist-op-den-Berg · Hemiksem · Herentals · Herenthout · Herselt · Hoogstraten · Hove · Hulshout · Kalmthout · Kapellen · Kasterlee · Kontich · Laakdal · Lier · Lille · Lint · Malle · Mechelen · Meerhout · Merksplas · Mol · Mortsel · Niel · Nijlen · Olen · Oud-Turnhout · Putte · Puurs-Sint-Amands · Ranst · Ravels · Retie · Rijkevorsel · Rumst · Schelle · Schilde · Schoten · Sint-Katelijne-Waver · Stabroek · Turnhout · Vorselaar · Vosselaar · Westerlo · Wijnegem · Willebroek · Wommelgem · Wuustwezel · Zandhoven · Zoersel
Voormalige gemeentevlaggen: 
Borsbeek · Puurs · Ruisbroek · Sint-Amands · Zwijndrecht